# Transkaspiska provinsen
Transkaspiska provinsen (ryska: Zakaspijskaja oblast, "provinsen på andra sidan Kaspiska havet") var en rysk provins i Asien, som omfattade största delen av det av turkmenerna bebodda området. 
Provinsen begränsades i söder och sydost av Khorasans och Afghanistans högland, i väster av Kaspiska havet, i norr av ryska provinsen Uralsk (från vilken den skiljdes av en linje, dragen från viken Mjortvyj Kultuk i Kaspiska havet till södra ändan av Aralsjön) samt i nordost av Chiva och Buchara. Provinsens areal var 578 090 km² land (vatten frånsett). Invånarna var, med undantag av omkring 35 000 kirgiser på Ustiurtplatån (i norr), turkmener och beräknades den 1 januari 1914 till omkring 533 900 personer. 
Provinsen hade en helt och hållet militärisk förvaltning. Huvudstad och huvudkvarter för de ryska trupperna var sedan 1881 av ryssarna besatta Asjchabad, med 51 000 invånare (1913). 